# 松山ゆかり
松山 ゆかり（まつやま ゆかり、現姓・森永、女性:1973年7月30日 - ）は、長崎県出身のバスケットボール選手である。ポジションはセンターフォワード。180cm。

## 人物
鶴鳴女子高校では濱口典子とともにツインタワーとしてインターハイ優勝。
卒業後、濱口とともにジャパンエナジー（入社時は共同石油）に入社。同年開催されたアジアジュニア選手権に出場。
全日本代表としても、1993年東アジア競技大会に出場した。
しかし、負傷のため1997年にバスケットボール部を退部。福岡支社に勤務している。

## 経歴
- 鶴鳴女子高 - 日鉱共石/ジャパンエナジー（1992〜1997）

## 日本代表歴
- 1992年アジアジュニア選手権
- 1993年東アジア競技大会